# Pseudopharus domingona
Pseudopharus domingona là một loài bướm đêm thuộc phân họ Arctiinae, họ Erebidae.